# Pseudanthessius angularis
Pseudanthessius angularis is een eenoogkreeftjessoort uit de familie van de Pseudanthessiidae. De wetenschappelijke naam van de soort is voor het eerst geldig gepubliceerd in 1970 door Humes & Ho.